# Tự do dân sự
Các quyền tự do dân sự hoặc các quyền tự do cá nhân là những quyền cơ bản, là các đảm bảo và các quyền tự do cá nhân mà chính phủ không thể hạn chế hay tước lấy, hoặc là bằng luật pháp hoặc bằng lối giải thích tư pháp, mà không theo đúng thủ tục. Các quyền này được ấn định để giới hạn, ngăn chặn sự vi phạm quyền lực của chính quyền đối với người dân.
Mặc dù phạm vi của thuật ngữ có khác nhau giữa các nước, các quyền tự do dân sự có thể bao gồm sự tự do không bị tra tấn, tự do không bị bỏ tù hay bắt cóc bí mật, tự do lương tâm, tự do tư tưởng, tự do báo chí, tự do tôn giáo, tự do ngôn luận, tự do hội họp, tự do diễn tả, quyền riêng tư, quyền được đối xử bình đẳng theo pháp luật và thủ tục, quyền bình đẳng trước pháp luật và quyền được sống. Các quyền tự do dân sự khác bao gồm quyền sở hữu tài sản, quyền bảo vệ chính mình, và quyền không bị xâm phạm cơ thể.
Liên quan đến cuộc chiến chống khủng bố trong thế kỷ 21, quan hệ giữa tự do cá nhân và an ninh trong nước luôn là một đề tài trong các cuộc tranh luận công cộng.